# Frank Cumiskey
Frank Joseph Cumiskey (6. september 1912 i New Jersey – 22. juli 2004 i Vero Beach i Florida) var en amerikansk gymnast som deltog i de olympiske lege i 1948 i London.
Cumisky vandt en sølvmedalje i gymnastik under OL 1932 i Los Angeles. Han var med på det amerikanske hold som kom på en andenplads i holdkonkurrencen efter Italien.